# Sternbergia clusiana
Sternbergia clusiana là một loài thực vật có hoa trong họ Amaryllidaceae. Loài này được (Ker Gawl.) Ker Gawl. ex Spreng. miêu tả khoa học đầu tiên năm 1825.
Sternbergia clusiana được tìm thấy ở Thổ Nhĩ Kỳ, Iraq, Iran Lebanon, Syria, Israel, Palestine và các đảo Aegea. Loài này mọc ở các vùng đá khô, bao gồm các cánh đồng. Những bông hoa vàng xanh nở vào cuối mùa thu (tháng 10-tháng 11 trong môi trường sống tự nhiên của chúng). Chúng có những bông hoa lớn nhất trong chi này, với các cánh hoa dài lên đến 7 cm cộng với một ống hơi ngắn. Lá màu xanh xám, chiều rộng 8–16 mm, xuất hiện sau khi những bông hoa, vào mùa đông hoặc đầu mùa xuân.

## Hình ảnh

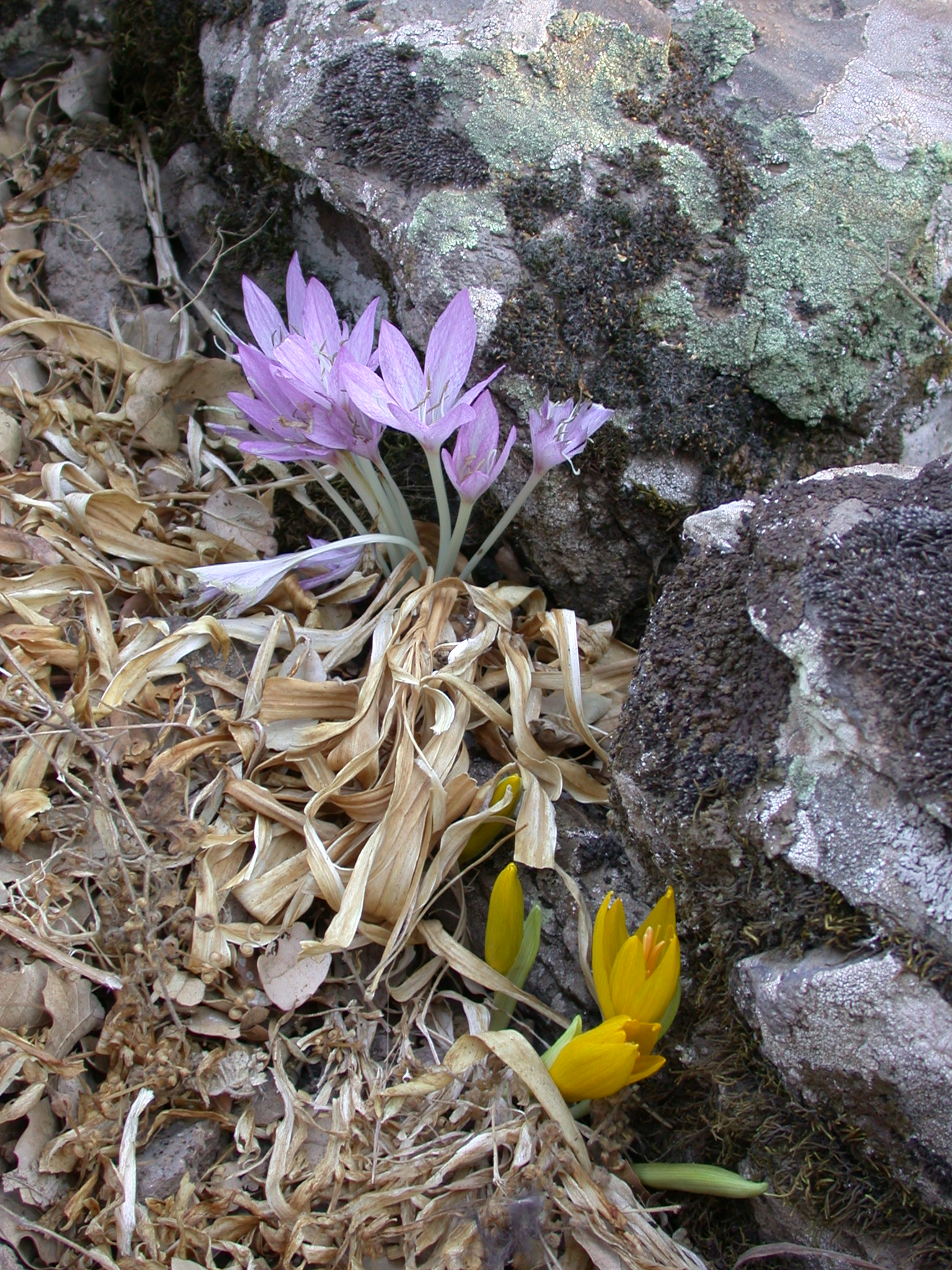
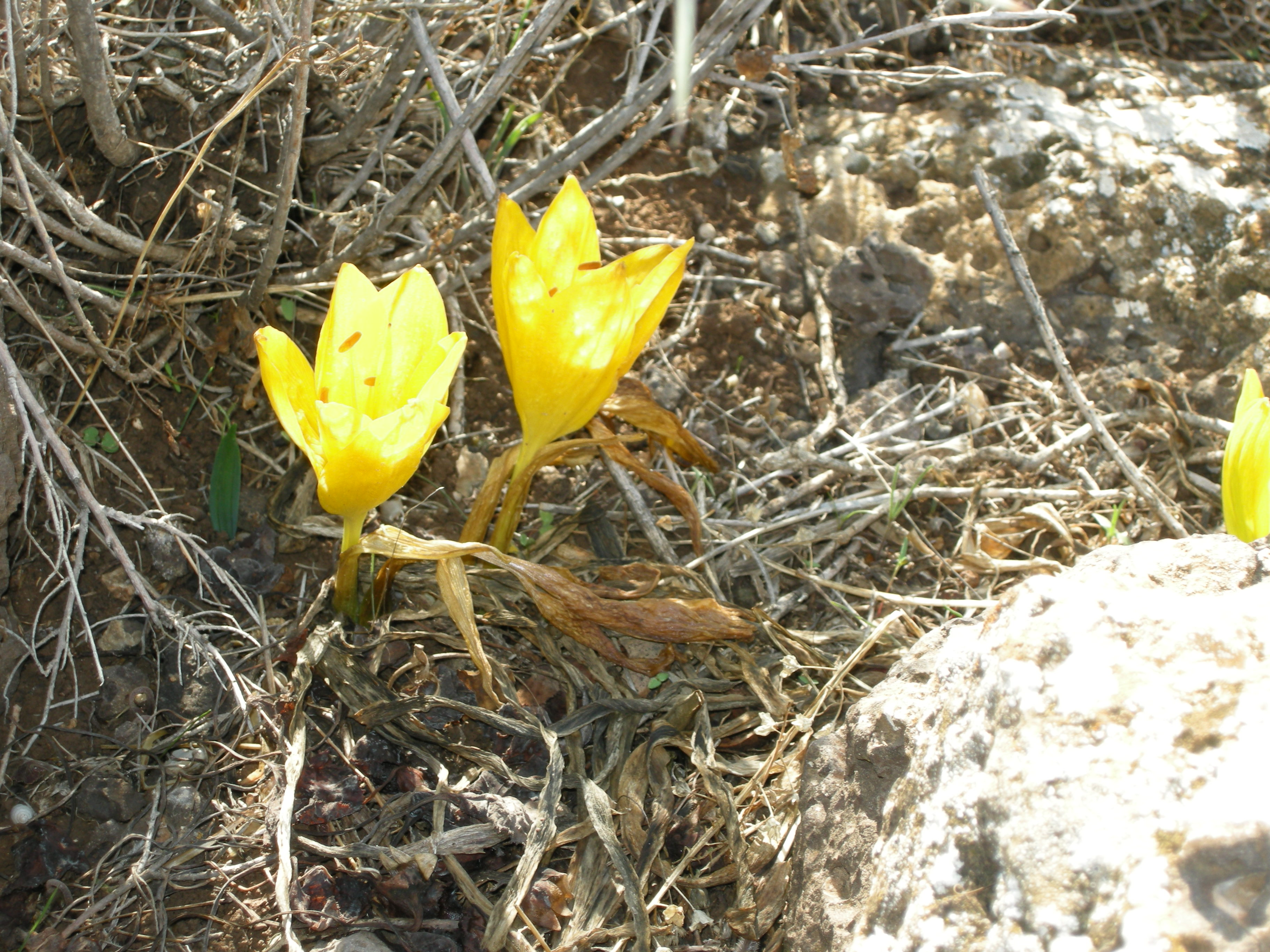
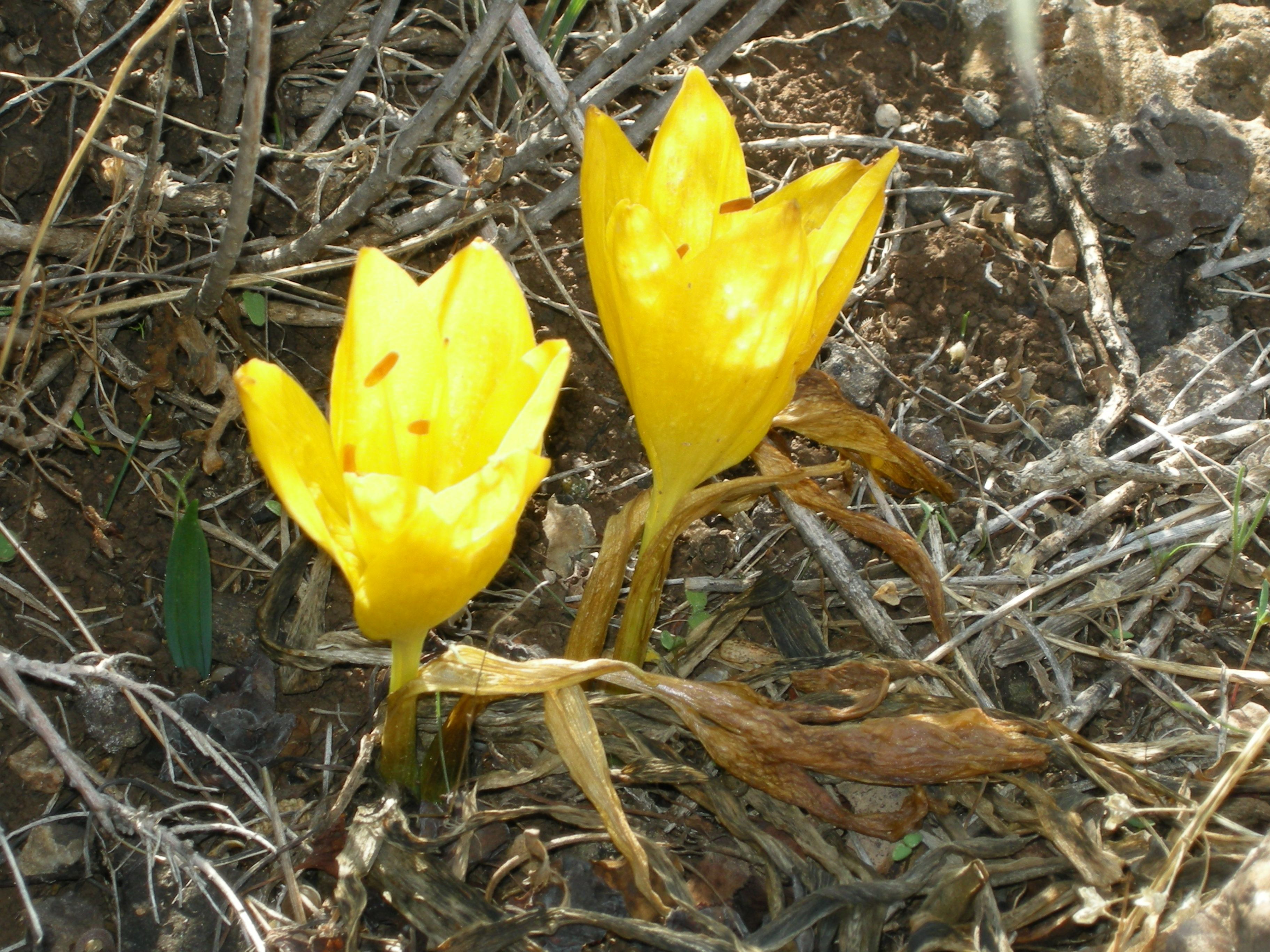
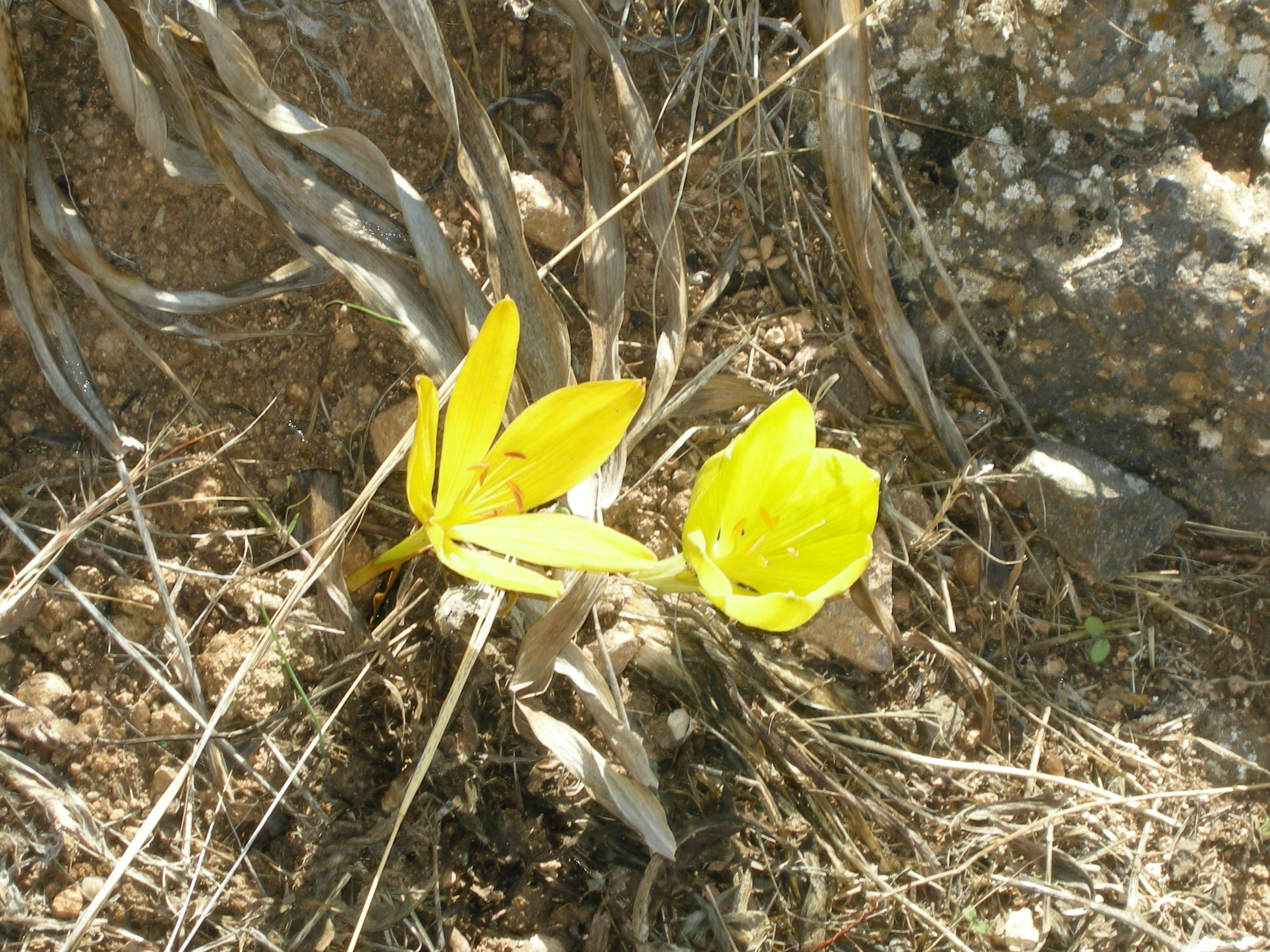